# Придорожное (Саратовская область)
Придорожное (нем. Strassendorf) — исчезнувшее село в Краснокутском районе Саратовской области.
Село находилось в степи, в пределах Сыртовой равнины, являющейся частью Восточно-Европейской равнины, при балке, относящейся к бассейну реки Яма, в 25 км к северо-востоку от города Красный Кут.

## История
Основано как дочерняя немецкая колония Штрассендорф в 1873 году. Название от нем. strasse (дорога): село располагалось у дороги Новоузенск – Покровск. Село относилось к Верхне-Ерусланской волости Новоузенского уезда Самарской губернии.
Согласно Списку населённых мест Самарской губернии 1910 года село Штразендорф (оно же Новые Ямы) населяли немцы, лютеране, 362 мужчины и 377 женщин, в селе имелись молитвенный дом, школа, 2 ветряные мельницы. Надел составлял 1425 десятин удобной и 25 десятин неудобной земли
С 1918 года - в составе Ерусланского (Лангенфельдского) района, после перехода к кантонному делению в составе Краснокутского кантона Трудовой коммуны Немцев Поволжья (с 1923 года АССР немцев Поволжья). В голод 1921 года родились 23 человека, умерли – 63. В 1926 году в селе имелись сельскохозяйственное кооперативное товарищество, начальная школа, изба-читальня, сельсовет.
28 августа 1941 года был издан Указ Президиума ВС СССР о переселении немцев, проживающих в районах Поволжья, население было депортировано. Село, как и другие населённые пункты Краснокутского кантона, было включено в состав Саратовской области.
Впоследствии переименовано в село Придорожное. Село Придорожное отмечено на карте Краснокутского района 1957 года в границах земель колхоза имени Ленина Дата упразднения не установлена.

## Население
Динамика численности населения
| Годы      | 1883 | 1889 | 1897 | 1905 | 1910 | 1920 | 1922 | 1926 | 1931 |
| --------- | ---- | ---- | ---- | ---- | ---- | ---- | ---- | ---- | ---- |
| Население | 314  | 348  | 455  | 623  | 739  | 680  | 603  | 548  | 639  |